# Dantivarman

Kaart met de diverse koninkrijken

Dantivarman was Koning van Pallava van 796 tot 846.
Dantivarman was de zoon van Nandivarman II. Hij was een zwak heerser en al vlug werd zijn rijk langs alle zijden aangevallen. De Pandya's en de Chola's in het zuiden, de Rashtrakuta's in het noorden. Rond 818 vluchtte hij naar de oostelijke Chalukya's. In 830 sloot zijn zoon Nandivarman III een pact met de Rashtrakuta's en huwde prinses Shankha. Hij ging in de tegenaanval en in 845 kon Dantivarman zijn troon terug innemen.